# Крешимир Чуљак
Крешимир Чуљак (Загреб, 18. септембар 1970) је хрватски веслач, освајач бронзане медаље на Олимпијским играма у Сиднеју 2000. године у трци осмераца.
Члан је Веслачког клуба Младост из Загреба.
Поред њега у саставу осмерца су били Игор Бораска, Никша Скелин, Синиша Скелин, Бранимир Вујевић, Томислав Смољановић, Тихомир Франковић, Игор Францетић и кормилар Силвијо Петришко.
За овај успех посада осмерца са комиларим добила је 2000. године Државну награду за спорт „Фрањо Бучар“, највише је признање које Република Хрватска додељује за изузетна достигнућа и допринос од нарочитог значења за развој спорта у Републици Хрватској.
Крешимир Чуљак је освојио и сребрну медаљу на Светском првенству 2001. у Луцерну, као члан посаде осмерца.